# Visa Europe
Visa Europe ou Visa Europe Limited (Ltd.) est une entreprise de droit anglais fondée le 27 mai 2004 et filiale de Visa Inc..
Visa Europe est le principal système de paiement européen qui permet à l'argent de circuler plus facilement, rapidement et en toute sécurité entre les consommateurs, les détaillants, les entreprises et les gouvernements.
Initialement détenue par plus de 4 000 banques européennes, elle est racheté en 2015, par sa société mère, pour un montant 21,2 milliards d'euros,.

## Histoire

### Intégration à Visa Inc.
En 2015, Visa Inc. a annoncé son acquisition de Visa Europe pour un montant pouvant aller jusqu'à 21,2 milliards d'euros, renforçant ainsi sa position face à MasterCard sur le marché européen des paiements. Visa Inc. et Visa Europe, anciennement liées mais séparées depuis 2007, sont toutes deux des géants des paiements par carte, représentant plus de 500 millions de cartes de paiement en Europe.
L'acquisition permettra de consolider les réseaux mondiaux de Visa et devrait bénéficier de plus de 3 000 entreprises à travers le monde. Pour financer l'opération, Visa émettra des obligations de 15 à 16 milliards de dollars et augmentera son programme de rachat d'actions.
Certains analystes estimaient que le prix payé par Visa était plus élevé que prévu, ce qui a entraîné une baisse de son action en bourse. Visa ajuste ses tarifs pour s'aligner sur ceux de MasterCard en Europe, mais aucune confirmation n'a été donnée à ce sujet par le directeur général de Visa.
Bien que l'opération puisse avoir un impact négatif sur le bénéfice ajusté de l'exercice fiscal 2016, elle devrait générer une croissance du chiffre d'affaires et des bénéfices en 2017. Les coûts d'intégration sont estimés entre 450 et 500 millions de dollars sur plusieurs années.
Barclays devrait être l'un des principaux bénéficiaires de cette transaction, avec une plus-value potentielle importante. D'autres actionnaires, comme Worldpay et Lloyds, devraient également enregistrer des gains importants.
En parallèle, Visa a publié ses résultats du quatrième trimestre, dépassant légèrement les attentes des analystes. La société anticipe une croissance du chiffre d'affaires net pour l'exercice 2016, malgré des défis potentiels liés aux transactions transfrontalières et aux conditions macroéconomiques.